# Торпедо (футбольный клуб, Ярославль)
«Торпедо» — советский футбольный клуб из Ярославля. Основан в 1947 году. Упоминается в 1990 году.

## Достижения
- В первенстве СССР — 10-е место в I зоне РСФСР второй группы (1947).
- В кубке СССР — неявка в 1/4 финала I зоны РСФСР (1947).
- Обладатель Кубка Ярославской области (1975, 1987).